# Borup (Minnesota)
Borup és una població dels Estats Units a l'estat de Minnesota. Segons el cens del 2000 tenia 91 habitants.

## Demografia
Segons el cens del 2000, Borup tenia 91 habitants, 38 habitatges, i 22 famílies. La densitat de població era de 146,4 habitants per km².
Dels 38 habitatges en un 28,9% hi vivien nens de menys de 18 anys, en un 57,9% hi vivien parelles casades, en un 2,6% dones solteres, i en un 39,5% no eren unitats familiars. En el 39,5% dels habitatges hi vivien persones soles el 10,5% de les quals corresponia a persones de 65 anys o més que vivien soles. El nombre mitjà de persones vivint en cada habitatge era de 2,39 i el nombre mitjà de persones que vivien en cada família era de 3,26.
Per edats la població es repartia de la següent manera: un 27,5% tenia menys de 18 anys, un 9,9% entre 18 i 24, un 26,4% entre 25 i 44, un 20,9% de 45 a 60 i un 15,4% 65 anys o més.
L'edat mediana era de 36 anys. Per cada 100 dones de 18 o més anys hi havia 135,7 homes.
La renda mediana per habitatge era de 41.042 $ i la renda mediana per família de 41.875 $. Els homes tenien una renda mediana de 32.083 $ mentre que les dones 22.083 $. La renda per capita de la població era de 17.081 $. Cap de les famílies estaven per davall del llindar de pobresa.

## Poblacions més properes
El següent diagrama mostra les poblacions més properes.